# Бар (Лимузен)
Бар (фр. и окс. Bar) — коммуна во Франции, находится в регионе Лимузен. Департамент — Коррез. Входит в состав кантона Коррез. Округ коммуны — Тюль.
Код INSEE коммуны — 19016.
Коммуна расположена приблизительно в 400 км к югу от Парижа, в 75 км юго-восточнее Лиможа, в 10 км к северо-востоку от Тюля.

## Население
Население коммуны на 2008 год составляло 323 человека.
| 1962 | 1968 | 1975 | 1982 | 1990 | 1999 | 2008 |
| ---- | ---- | ---- | ---- | ---- | ---- | ---- |
| 351  | 397  | 330  | 282  | 317  | 316  | 323  |

## Администрация
| Период | Период | Фамилия        | Партия                              | Примечания |
| ------ | ------ | -------------- | ----------------------------------- | ---------- |
| 1983   | 2008   | Пьер Шез       | Французская коммунистическая партия |            |
| 2008   |        | Даниель Женест |                                     |            |

## Экономика
В 2007 году среди 190 человек в трудоспособном возрасте (15-64 лет) 137 были экономически активными, 53 — неактивными (показатель активности — 72,1 %, в 1999 году было 69,4 %). Из 137 активных работали 124 человека (65 мужчин и 59 женщин), безработных было 13 (5 мужчин и 8 женщин). Среди 53 неактивных 13 человек были учениками или студентами, 28 — пенсионерами, 12 были неактивными по другим причинам.